# Ed Thigpen

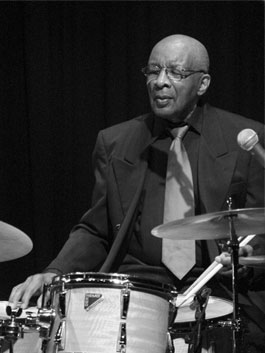
Ed Thigpen
(Foto: Hreinn Gudlaugsson)

Edmund Leonard „Ed“ Thigpen (* 28. Dezember 1930 in Chicago, Illinois; † 13. Januar 2010 in Kopenhagen, Dänemark) war ein US-amerikanischer Jazzschlagzeuger.

## Leben und Wirken
Ed Thigpen war der Sohn des Drummers Ben Thigpen, der im Andy Kirk Orchestra spielte. In den 1950ern spielte Ed Thigpen in der Cootie Williams Band und im Militär in Korea von 1952 bis 1954. Anschließend arbeitete er mit Jutta Hipp.
Durch seinen Vater kannte er bereits Ben Webster und Ray Brown; in Japan lernte er Oscar Peterson kennen. Ab 1959 war er Mitglied im Oscar Peterson Trio mit Peterson am Piano, Ray Brown als Bassist und ihm selbst an den Drums. Eine klassische Einspielung aus dieser Zeit ist We Get Requests (Verve 1965). Ebenfalls bei Verve erschien 1966 sein Album Out Of The Storm mit Herbie Hancock am Klavier.
1965 verließ Thigpen das Trio und ging nach Los Angeles, 1972 dann nach Kopenhagen. Dort arbeitete er zunächst mit Kenny Drew, Ernie Wilkins, Thad Jones, Svend Asmussen und Mads Vinding. Später trat er auch mit Eric Watson, John Lindberg, Albert Mangelsdorff, mit Horace Parlan sowie mit Nnenna Freelon und mit Katrine Madsen auf. Auch veröffentlichte er unter eigenem Namen weitere Alben mit seinem Trio und anderen Combobesetzungen. Tom Lord verzeichnet 355 Aufnahmen von Thigpen im Bereich des Jazz.
Thigpen war Autor mehrerer Lehrbücher für das Schlagzeug.

## Instrumente
Ed Thigpen bevorzugte ein Schlagzeug von Remo in der Konfiguration: Bass Drum 18", Hänge-Tom 12", Stand-Tom 14", Stand-Tom 16", Snare, Hi-Hat, sowie drei Becken.

## Werke
- Rhythmus-Analyse und Koordinationsgrundlage, Advance Music, Rottenburg, 1979
- The Sounds of Brushes, Action-Reaction, Kopenhagen, 1981, ISBN 0-7692-3363-5

## Lexikalische Einträge
- Carlo Bohländer, Karl Heinz Holler: Reclams Jazzführer (= Reclams Universalbibliothek. Nr. 10185). 2., revidierte und erweiterte Auflage. Reclam, Stuttgart 1977, ISBN 3-15-010185-9.
- Ian Carr, Digby Fairweather, Brian Priestley: Rough Guide Jazz. Der ultimative Führer zur Jazzmusik. 1700 Künstler und Bands von den Anfängen bis heute. Metzler, Stuttgart/Weimar 1999, ISBN 3-476-01584-X.
- Leonard Feather, Ira Gitler: The Biographical Encyclopedia of Jazz. Oxford University Press, New York 1999, ISBN 0-19-532000-X.